# Vrčići
Vrčići – wieś w Chorwacji, w żupanii zadarskiej, w mieście Pag. W 2011 roku liczyła 41 mieszkańców.